# Gesetzliche Einheit
Eine gesetzliche Einheit ist eine Maßeinheit, die im Rahmen gesetzlicher Bestimmungen für den geschäftlichen und amtlichen Verkehr vorgesehen ist.
Vorgaben über gesetzliche Einheiten treffen insbesondere folgende Gesetze:
- Für die EU die Richtlinie 80/181/EWG
- Für Deutschland das Einheiten- und Zeitgesetz
- Für Österreich das Maß- und Eichgesetz
- Für die Schweiz das Bundesgesetz über das Messwesen